# بسار تالانغ
بسار تالانغ أو ضلعة تالانغ أو سهم عملاق أو سمكة الملكة العملاقة (الاسم العلمي: Scomberoides commersonnianus)، نوع من البسار وفصيلة الشيميات، توجد في غرب المحيط الهندي والمحيط الهادئ. وهي سمكة كبير ومهمة في المصايد التجارية والترفيهية.